# Малайзия на летних Олимпийских играх 2016
Малайзия на летних Олимпийских играх 2016 года будет представлена как минимум в восьми видах спорта.

## Медали
| Серебро |                                                  |                                                      |            |
| №       | Спортсмены                                       | Вид спорта (дисциплина)                              | Дата       |
| 1       | Панделела Ринонг Чжан Цзюньхун (Чхёнг Цзюньхунг) | Прыжки в воду (синхронная вышка, 10 метров, женщины) | 9 августа  |
| 2       | Чэнь Биншунь (Чхань Пэнгсунь) У Люин (Го Люйинг) | Бадминтон (микст)                                    | 17 августа |
| 3       | У Вэйшэн (Го Вэйшэм) Чэнь Вэйцян (Тань Викёнг)   | Бадминтон (парный разряд, мужчины)                   | 19 августа |
| 4       | Ли Чонг Вей                                      | Бадминтон (одиночный разряд, мужчины)                | 20 августа |
| Бронза  |                                                  |                                                      |            |
| №       | Спортсмены                                       | Вид спорта (дисциплина)                              | Дата       |
| 1       | Азизульхасни Аванг                               | Велоспорт (кейрин, мужчины)                          | 16 августа |

## Состав сборной
Бадминтон
1. Ли Чонг Вей
2. У Вэйшэн (Го Вэйшэм)
3. Чэнь Биншунь (Чхань Пэнгсунь)
4. Чэнь Вэйцян (Тань Викёнг)
5. Вэнь Кэвэй
6. Вивиан Сюй Цзявэнь (Ху Камунь)
7. У Люин
8. Чжэн Цзинъи (Ти Цзингйи)

 Трековый велоспорт
1. Азизульхасни Аванг
2. Фатехах Мустапа

 Гольф
1. Гавин Грин
2. Дэнни Се (Чя) Чжижун
3. Мишель Сюй (Ко) Лисинь
4. Келли Чэнь (Тань) Юэчжэнь

 Лёгкая атлетика
1. Наураджа Сингх Рандхава
2. Зайдатул Хусния Зулькифли

 Парусный спорт
1. Хайрулнизам Афенди
2. Нур Шазрин Мохаммад

 Плавание
1. Вэлсон Шэнь (Сим) Вэйшэн
2. Хейди Янь (Гань) Хайди
3. Пэн Цзинъэнь (Пхи Цзинъэнь)

 Прыжки в воду
1. Ахмад Амсяр Азмар
2. Хуан Цзылян (Ой Цзылян)
3. Панделела Ринонг
4. Нур Дабитах Сабри
5. Чжан Цзюньхун (Чхёнг Цзюньхунг)
6. Ын Яньи

 Стрельба
1. Джонатан Хуан (Вонг) Гуаньцзе

 Стрельба из лука
1. Хазик Камаруддин
2. Хайрул Ануар Мохамад
3. Мухаммад Нор Хасрин

 Тяжёлая атлетика
- Квота 1

## Результаты соревнований

### Бадминтон
Одиночный разряд
| Соревнование | Спортсмены               | Групповой этап | Групповой этап | Групповой этап | 1/8 финала | 1/4 финала | 1/2 финала | Финал | Итоговое место |
| Соревнование | Спортсмены               | 1 матч         | 2 матч         | Место          | 1/8 финала | 1/4 финала | 1/2 финала | Финал | Итоговое место |
| ------------ | ------------------------ | -------------- | -------------- | -------------- | ---------- | ---------- | ---------- | ----- | -------------- |
| мужчины      | Ли Чонг Вей              | Группа         | Группа         | Группа         | 2:0        | 2:0        | 2:0        | 1:2   | 2              |
| мужчины      | Ли Чонг Вей              | 2:0            | 2:0            |                | 2:0        | 2:0        | 2:0        | 1:2   | 2              |
| женщины      | Чжэн Цзинъи (Ти Цзингйи) | Группа         | Группа         | Группа         |            |            |            |       |                |
| женщины      | Чжэн Цзинъи (Ти Цзингйи) | 2:0            | 0:2            |                |            |            |            |       |                |

Парный разряд
| Соревнование | Спортсмены                                     | Групповой этап | Групповой этап | Групповой этап | Групповой этап | 1/4 финала | 1/2 финала | Финал | Итоговое место |
| Соревнование | Спортсмены                                     | 1 матч         | 2 матч         | 3 матч         | Место          | 1/4 финала | 1/2 финала | Финал | Итоговое место |
| ------------ | ---------------------------------------------- | -------------- | -------------- | -------------- | -------------- | ---------- | ---------- | ----- | -------------- |
| мужчины      | У Вэйшэн (Го Вэйшэм) Чэнь Вэйцян (Тань Викёнг) | Группа         | Группа         | Группа         | Группа         |            |            |       |                |
| мужчины      | У Вэйшэн (Го Вэйшэм) Чэнь Вэйцян (Тань Викёнг) |                |                |                |                |            |            |       |                |
| женщины      | Вивиан Сюй Цзявэнь (Ху Камунь) Вэнь Кэвэй      | Группа         | Группа         | Группа         | Группа         |            |            |       |                |
| женщины      | Вивиан Сюй Цзявэнь (Ху Камунь) Вэнь Кэвэй      |                |                |                |                |            |            |       |                |
| микст        | Чэнь Биншунь (Чхань Пэнгсунь) У Люин           | Группа         | Группа         | Группа         | Группа         |            |            |       |                |
| микст        | Чэнь Биншунь (Чхань Пэнгсунь) У Люин           |                |                |                |                |            |            |       |                |

### Велоспорт

#### Трековый велоспорт
Спринт
| Соревнование | Спортсмены      | Квалификация   | Квалификация | Раунд 1                 | Утешительный заезд       | Раунд 2                 | Утешительный заезд       | Четвертьфинал           | Полуфинал               | Финал                    | Место |
| Соревнование | Спортсмены      | Время Скорость | Место        | Соперник Время Скорость | Соперники Время Скорость | Соперник Время Скорость | Соперники Время Скорость | Соперник Время Скорость | Соперник Время Скорость | Соперники Время Скорость | Место |
| ------------ | --------------- | -------------- | ------------ | ----------------------- | ------------------------ | ----------------------- | ------------------------ | ----------------------- | ----------------------- | ------------------------ | ----- |
| женщины      | Фатехах Мустафа |                | 21           |                         |                          |                         |                          |                         |                         |                          |       |

Кейрин
| Соревнование | Спортсмены         | Первый раунд | Первый раунд | Утешительный заезд | Утешительный заезд | Второй раунд | Второй раунд | Финал | Итоговое место |
| Соревнование | Спортсмены         | Заезд        | Место        | Заезд              | Место              | Заезд        | Место        | Место | Итоговое место |
| ------------ | ------------------ | ------------ | ------------ | ------------------ | ------------------ | ------------ | ------------ | ----- | -------------- |
| мужчины      | Азизульхасни Аванг |              |              |                    |                    |              |              | 3     | 3              |

### Водные виды спорта

#### Плавание
В следующий раунд на каждой дистанции проходят спортсмены, показавшие лучший результат, независимо от места, занятого в своём заплыве.
Мужчины
| Дистанция                  | Спортсмены               | Предварительный раунд | Предварительный раунд | Предварительный раунд | Полуфинал            | Полуфинал            | Полуфинал            | Финал                | Финал                |
| Дистанция                  | Спортсмены               | Заплыв                | Результат             | Место                 | Заплыв               | Результат            | Место                | Результат            | Место                |
| -------------------------- | ------------------------ | --------------------- | --------------------- | --------------------- | -------------------- | -------------------- | -------------------- | -------------------- | -------------------- |
| 200 метров вольным стилем  | Уэлсон Шэнь (Сим) Вэйшэн | 3                     | 1:47,67               | 26                    | Завершил выступление | Завершил выступление | Завершил выступление | Завершил выступление | Завершил выступление |
| 400 метров вольным стилем  | Уэлсон Шэнь (Сим) Вэйшэн | 3                     | 3:51,57               | 34                    | Не проводится        | Не проводится        | Не проводится        | Завершил выступление | Завершил выступление |
| 1500 метров вольным стилем | Уэлсон Шэнь (Сим) Вэйшэн | 1                     | 15:32,63              | 39                    | Не проводится        | Не проводится        | Не проводится        | Завершил выступление | Завершил выступление |

Женщины
| Дистанция          | Спортсмены                  | Предварительный раунд | Предварительный раунд | Предварительный раунд | Полуфинал             | Полуфинал             | Полуфинал             | Финал                 | Финал                 |
| Дистанция          | Спортсмены                  | Заплыв                | Результат             | Место                 | Заплыв                | Результат             | Место                 | Результат             | Место                 |
| ------------------ | --------------------------- | --------------------- | --------------------- | --------------------- | --------------------- | --------------------- | --------------------- | --------------------- | --------------------- |
| 100 метров брассом | Пэн Цзинъэнь (Пхи Цзинъэнь) | 2                     | 1:10,22               | 33                    | Завершила выступление | Завершила выступление | Завершила выступление | Завершила выступление | Завершила выступление |

Открытая вода
| Дистанция     | Спортсмены             | Результат | Место | Отставание |
| ------------- | ---------------------- | --------- | ----- | ---------- |
| 10 километров | Хейди Янь (Гань) Хайди | 1:59:07   | 21    | + 3:25     |

#### Прыжки в воду
Мужчины
| Соревнование      | Спортсмены              | Предварительный раунд | Предварительный раунд | Полуфинал | Полуфинал | Финал     | Финал |
| Соревнование      | Спортсмены              | Результат             | Место                 | Результат | Место     | Результат | Место |
| ----------------- | ----------------------- | --------------------- | --------------------- | --------- | --------- | --------- | ----- |
| трамплин, 3 метра | Ахмад Амсияр Азман      | 341,70                | 29                    |           |           |           |       |
| вышка, 10 метров  | Хуан Цзылян (Ой Цзылян) | 379,50                | 22                    |           |           |           |       |

Женщины
В индивидуальных прыжках с трёхметрового трамплина Малайзию представляли Ын Яньи и Чжан Цзюньхун, И если Чжан выбыла уже после предварительного раунда, то Ын смогла пробиться в финал, В квалификационных раундах Ын Яньи чередовала неудачные выступления с успешными, Однако в финале ей не удалось составить конкуренцию лидерам соревнований, и набрав по итогам пяти прыжков 306,60 балла, Ын заняла итоговое 10-е место,
| Соревнование                 | Спортсмены                                        | Предварительный раунд | Предварительный раунд | Полуфинал     | Полуфинал     | Финал     | Финал |
| Соревнование                 | Спортсмены                                        | Результат             | Место                 | Результат     | Место         | Результат | Место |
| ---------------------------- | ------------------------------------------------- | --------------------- | --------------------- | ------------- | ------------- | --------- | ----- |
| трамплин, 3 метра            | Ын Яньи                                           | 299,05                | 17 Q                  | 324,75        | 5 Q           | 306,60    | 10    |
| трамплин, 3 метра            | Чжан Цзюньхун (Чхёнг Цзюньхунг)                   | 282,25                | 21                    |               |               |           |       |
| вышка, 10 метров             | Нур Дабитах Сабри                                 |                       |                       |               |               | 338,00    | 9     |
| вышка, 10 метров             | Панделела Ринонг                                  |                       |                       |               |               | 330,45    | 11    |
| синхронный трамплин, 3 метра | Нур Дабитах Сабри Чжан Цзюньхун (Чхёнг Цзюньхунг) | не проводится         | не проводится         | не проводится | не проводится | 293,40    | 5     |
| синхронная вышка, 10 метров  | Панделела Ринонг Чжан Цзюньхун (Чхёнг Цзюньхунг)  | не проводится         | не проводится         | не проводится | не проводится | 344,34    | 2     |

### Гольф
Последний раз соревнования по гольфу в рамках Олимпийских игр проходили в 1904 году. Соревнования гольфистов пройдут на 18-луночном поле, со счётом 72 пар. Каждый участник пройдёт все 18 лунок по 4 раза.
Мужчины
| Соревнование | Спортсмены | Первый раунд | Первый раунд | Второй раунд | Второй раунд | Третий раунд | Третий раунд | Четвёртый раунд | Четвёртый раунд | Итоговый результат | Итоговое место |
| Соревнование | Спортсмены | Очки         | Место        | Очки         | Место        | Очки         | Место        | Очки            | Место           | Итоговый результат | Итоговое место |
| ------------ | ---------- | ------------ | ------------ | ------------ | ------------ | ------------ | ------------ | --------------- | --------------- | ------------------ | -------------- |
| мужчины      | Дэнни Чиа  | 288          | 48           |              |              |              |              |                 |                 |                    |                |
| мужчины      | Гавин Грин | 287          | 47           |              |              |              |              |                 |                 |                    |                |

Женщины
| Соревнование | Спортсмены | Первый раунд | Первый раунд | Второй раунд | Второй раунд | Третий раунд | Третий раунд | Четвёртый раунд | Четвёртый раунд | Итоговый результат | Итоговое место |
| Соревнование | Спортсмены | Очки         | Место        | Очки         | Место        | Очки         | Место        | Очки            | Место           | Итоговый результат | Итоговое место |
| ------------ | ---------- | ------------ | ------------ | ------------ | ------------ | ------------ | ------------ | --------------- | --------------- | ------------------ | -------------- |
| женщины      | Келли Тань | 297          | 51           |              |              |              |              |                 |                 |                    |                |
| женщины      | Мишель Кох | 308          | 58           |              |              |              |              |                 |                 |                    |                |

### Лёгкая атлетика
Мужчины
Технические дисциплины
| Дисциплина      | Спортсмен               | Квалификация | Квалификация | Финал     | Финал |
| Дисциплина      | Спортсмен               | Результат    | Место        | Результат | Место |
| --------------- | ----------------------- | ------------ | ------------ | --------- | ----- |
| прыжок в высоту | Наураджа Сингх Рандхава |              |              |           |       |

Женщины
 Беговые дисциплины
| Дисциплина        | Спортсмен                 | Предварительный раунд | Предварительный раунд | Предварительный раунд | Четвертьфиналы | Четвертьфиналы | Четвертьфиналы | Полуфиналы | Полуфиналы | Полуфиналы | Финал | Финал |
| Дисциплина        | Спортсмен                 | Забег                 | Время                 | Место                 | Забег          | Время          | Место          | Забег      | Время      | Место      | Время | Место |
| ----------------- | ------------------------- | --------------------- | --------------------- | --------------------- | -------------- | -------------- | -------------- | ---------- | ---------- | ---------- | ----- | ----- |
| бег на 100 метров | Зайдатул Хусния Зулькифли |                       |                       |                       |                |                |                |            |            |            |       |       |

### Парусный спорт
Соревнования по парусному спорту в каждом из классов состояли из 10 или 12 гонок. Каждую гонку спортсмены начинали с общего старта. Победителем становился экипаж, первым пересекший финишную черту. Количество очков, идущих в общий зачёт, соответствовало занятому командой месту. 10 лучших экипажей по результатам предварительных заплывов попадали в медальную гонку, результаты которой также шли в общий зачёт. В медальной гонке, очки, полученные экипажем удваивались. В случае если участник соревнований не смог завершить гонку ему начислялось количество очков, равное количеству участников плюс один. При итоговом подсчёте очков не учитывался худший результат, показанный экипажем в одной из гонок. Сборная, набравшая наименьшее количество очков, становится олимпийским чемпионом.
Мужчины
| Класс | Спортсмены         | Гонка | Гонка | Гонка | Гонка | Гонка | Гонка | Гонка  | Гонка | Гонка | Гонка | Гонка         | Гонка         | Гонка         | Очки | Место |
| Класс | Спортсмены         | 1     | 2     | 3     | 4     | 5     | 6     | 7      | 8     | 9     | 10    | 11            | 12            | M             | Очки | Место |
| ----- | ------------------ | ----- | ----- | ----- | ----- | ----- | ----- | ------ | ----- | ----- | ----- | ------------- | ------------- | ------------- | ---- | ----- |
| Лазер | Хайрулнизам Афенди | 38    | 33    | 40    | 33    | 20    | 21    | 47 RET | 37    | 31    | 28    | не проводится | не проводится | не участвовал | 281  | 35    |

Женщины
| Класс        | Спортсменки         | Гонка | Гонка | Гонка | Гонка | Гонка | Гонка | Гонка | Гонка | Гонка | Гонка | Гонка         | Гонка         | Гонка          | Очки | Место |
| Класс        | Спортсменки         | 1     | 2     | 3     | 4     | 5     | 6     | 7     | 8     | 9     | 10    | 11            | 12            | M              | Очки | Место |
| ------------ | ------------------- | ----- | ----- | ----- | ----- | ----- | ----- | ----- | ----- | ----- | ----- | ------------- | ------------- | -------------- | ---- | ----- |
| Лазер Радиал | Нур Шазрин Мохаммад | 26    | 33    | 33    | 30    | 33    | 35    | 31    | 26    | 29    | 33    | не проводится | не проводится | не участвовала | 274  | 33    |

### Стрельба
В январе 2013 года Международная федерация спортивной стрельбы приняла новые правила проведения соревнований на 2013—2016 года, которые, в частности, изменили порядок проведения финалов. Во многих дисциплинах спортсмены, прошедшие в финал, теперь начинают решающий раунд без очков, набранных в квалификации, а финал проходит по системе с выбыванием. Также в финалах после каждого раунда стрельбы из дальнейшей борьбы выбывает спортсмен с наименьшим количеством баллов. В скоростном пистолете решающие поединки проходят по системе попал-промах. В стендовой стрельбе добавился полуфинальный раунд, где определяются по два участника финального матча и поединка за третье место.
Мужчины
| Соревнование                       | Спортсмены                    | Квалификация | Квалификация | Полуфинал     | Полуфинал     | Финал                | Финал                |
| Соревнование                       | Спортсмены                    | Результат    | Место        | Результат     | Место         | Соперник/ Результат  | Место                |
| ---------------------------------- | ----------------------------- | ------------ | ------------ | ------------- | ------------- | -------------------- | -------------------- |
| пневматический пистолет, 10 метров | Джонатан Хуан (Вонг) Гуаньцзе | 574          | 28           | не проводится | не проводится | завершил выступление | завершил выступление |
| пистолет, 50 метров                | Джонатан Вонг                 | 535          | 37           | не проводится | не проводится | завершил выступление | завершил выступление |

### Стрельба из лука
В квалификации соревнований лучники выполняют 12 серий выстрелов по 6 стрел с расстояния 70 метров. По итогам предварительного раунда составляется сетка плей-офф, где в 1/32 финала 1-й номер посева встречается с 64-м, 2-й с 63-м и.т.д. В поединках на выбывание спортсмены выполняют по три выстрела. Участник, набравший за эту серию больше очков получает 2 очка. Если же оба лучника набрали одинаковое количество баллов, то они получают по одному очку. Победителем пары становится лучник, первым набравший 6 очков.
Мужчины
| Соревнование              | Спортсмены                                                | Квалификация | Квалификация | 1/32 финала                 | 1/16 финала            | 1/8 финала           | Четвертьфинал         | Полуфинал             | Финал                 | Место |
| Соревнование              | Спортсмены                                                | Результат    | Место        | Соперник Результат          | Соперник Результат     | Соперник Результат   | Соперник Результат    | Соперник Результат    | Соперник Результат    | Место |
| ------------------------- | --------------------------------------------------------- | ------------ | ------------ | --------------------------- | ---------------------- | -------------------- | --------------------- | --------------------- | --------------------- | ----- |
| индивидуальное первенство | Мохамад Ка                                                | 665          | 22           | COLА. Пила (43) В 6:0       | GERФ. Флото (11) П 4:6 | завершил выступление | завершил выступление  | завершил выступление  | завершил выступление  | 17    |
| индивидуальное первенство | Хазик Камаруддин                                          | 645          | 50           | USAЗ. Гарретт (15) П 0:6    | завершил выступление   | завершил выступление | завершил выступление  | завершил выступление  | завершил выступление  | 33    |
| индивидуальное первенство | Мухаммад Нор Хасрин                                       | 635          | 55           | ESPХ.И. Родригес (10) П 0:6 | завершил выступление   | завершил выступление | завершил выступление  | завершил выступление  | завершил выступление  | 33    |
| командное первенство      | Хазик Камаруддин Хайрул Ануар Мохамад Мухаммад Нор Хасрин | 1945         | 12           | не проводится               | не проводится          | Франция (5) · П 2:6  | завершили выступление | завершили выступление | завершили выступление | 9     |

### Тяжёлая атлетика
Каждый НОК самостоятельно выбирает категорию в которой выступит её тяжелоатлет. В рамках соревнований проводятся два упражнения — рывок и толчок. В каждом из упражнений спортсмену даётся 3 попытки. Победитель определяется по сумме двух упражнений. При равенстве результатов победа присуждается спортсмену, с меньшим собственным весом.
Мужчины
| Категория | Спортсмены         | Вес   | Рывок | Рывок | Рывок | Толчок | Толчок | Толчок | Всего | Место |
| Категория | Спортсмены         | Вес   | 1     | 2     | 3     | 1      | 2      | 3      | Всего | Место |
| --------- | ------------------ | ----- | ----- | ----- | ----- | ------ | ------ | ------ | ----- | ----- |
| до 69 кг  | Мохд Хафифи Мансор | 68,71 | 140   | 143   | 144   | 176    | 181    | 182    | 316   | 12    |